# Blexener Kran

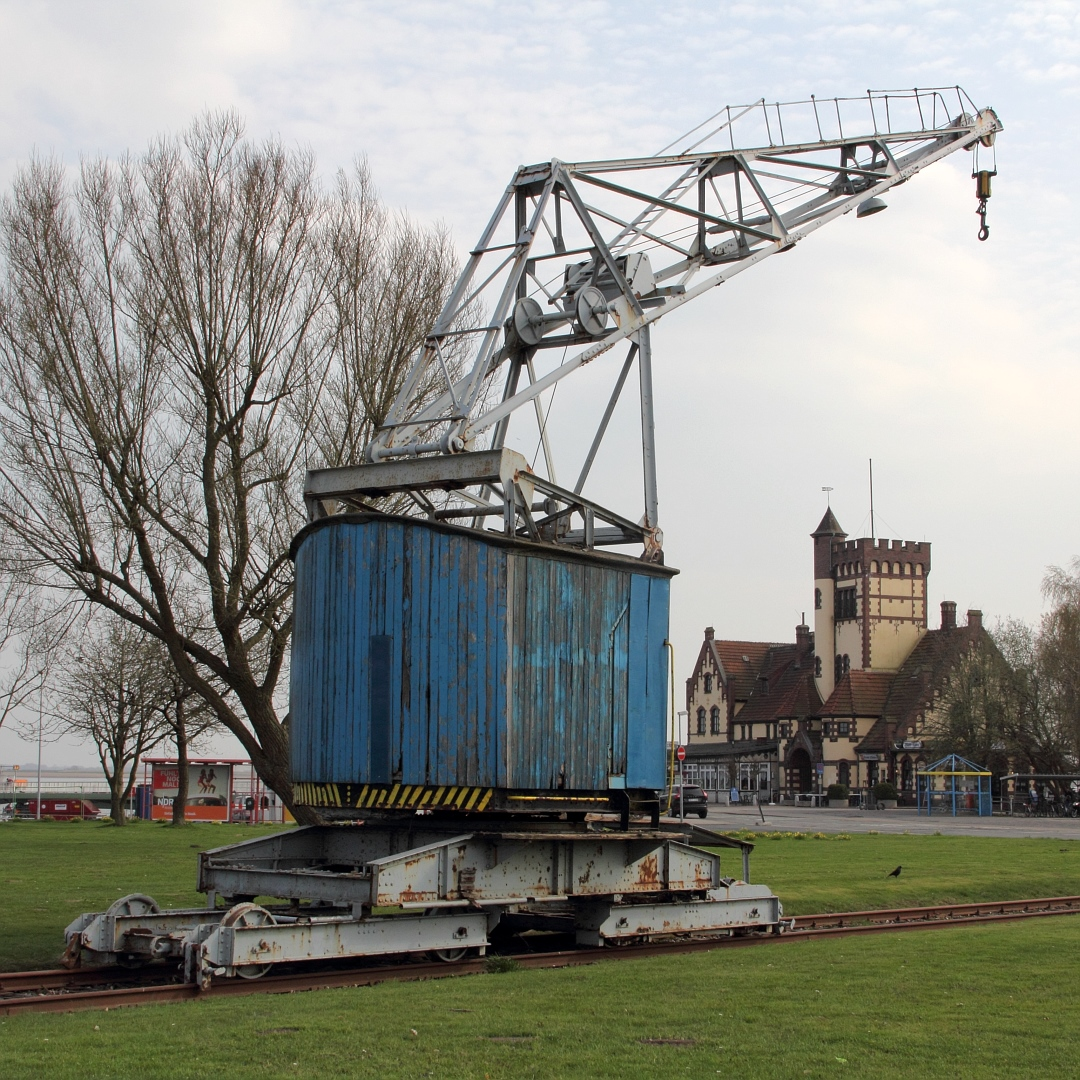
Kran vor der Sanierung, hinten der ehemalige Bahnhof, heute Weserschlösschen, 2013

Der Blexener Kran an der Fährstraße im niedersächsischen Nordenham-Blexen im Landkreis Wesermarsch ist ein 1910 gebauter Schienendrehkran.
Der Kran steht wegen seiner geschichtlichen Bedeutung unter Denkmalschutz (siehe auch Liste der Baudenkmale in Nordenham).

## Geschichte
Der Hafen in Nordenham wuchs nach 1877 rasant. 1905 gründete der Bremer Reeder Adolf Vinnen die Midgard Deutsche Seeverkehrs-AG, übernahm die inzwischen errichteten Hafenanlagen und baute den nun privatisierten Hafen aus.
Der historische 10 Meter hohe und 18 Tonnen schwere Drehkran auf Schienen wurde 1910 für den Fischhafen gebaut. Bis in die 1980er Jahre war der Hafenkran für die Nordenhamer Midgard im Midgardhafen im Einsatz.
Nach seiner aktiven Zeit wurde der Kran auf einer Grünfläche in der Nähe des früheren Bahnhofs Blexen der Bahnstrecke Hude–Nordenham-Blexen und des Fähranlegers der Weserfähre nach Bremerhaven aufgestellt. Im Mai 2021 demontierte ihn der Verein Industriekultur Unterweser in Brake für eine mehrjährige Sanierung. Der Kran soll oder sollte nach der Sanierung einen neuen Standort gegenüber dem Weserschlösschen (ehemaliger Bahnhof) bekommen.